# Julia Brand
Julia Brand (* 1989 in Hamburg) ist eine deutsche Schauspielerin und Synchronsprecherin.

## Leben
Brand wurde in Hamburg geboren und war bereits in ihrer Kindheit in verschiedenen TV-Serien und Hamburger Theatern als Schauspielerin tätig. Nach ihrem Abitur am Albert-Schweitzer-Gymnasium absolvierte sie diverse Praktika im Film- und TV-Bereich, in den verschiedensten Departments, bevor zwischen 2011 und 2014 die Bühnenreife an der Schule für Schauspiel Hamburg erlangte. Ab 2017 absolvierte Brand darüber hinaus einen Produktionsstudiengang an der Hamburg Media School.

## Filmografie (Auswahl)
- 2011: Notruf Hafenkante – Goldfisch (als Julia Joy Brand)
- 2016: Dead Man Working
- 2018: Einmal Sohn, immer Sohn
- 2018: Neben der Spur – Sag, es tut dir leid
- 2019: Auf einmal war es Liebe
- 2021: Katie Fforde: Du lebst nur einmal
- 2022: Nord Nord Mord – Sievers und das mörderische Türkis
- 2023: Helen Dorn: Der kleine Bruder

## Synchronisation (Auswahl)
- 2015: Mathilde (Mathilde Cartoux) in Bang Gang – Die Geschichte einer Jugend ohne Tabus